# La Foudre (filature)
La filature La Foudre au Petit-Quevilly est une ancienne filature industrielle, construite au XIXe siècle 

## Histoire
Une première filature de lin est fondée en 1835, remployant une machine à vapeur récupérée sur le remorqueur La Foudre. Une nouvelle société en commandite par actions est fondée en 1845, au capital de 6 millions de francs. Les deux gérants et promoteurs sont Eugène Bazile, manufacturier rouennais d'indiennes (qui sera remplacé dès 1846 par le filateur écossais John Peter), et Louis Lebaudy, négociant parisien établi au Havre. Le siège social est établi est Paris, rue Bergère. Parmi les principaux commanditaires, on retrouve le banquier parisien Samuel Oppenheim, Alexandre Goüin (Banque Goüin) et Adolphe Lebaudy (frère de Louis). Se trouve également dans les principaux actionnaire Henry Barbet, Louis-Hippolyte Rangeard de La Germonière (cousin germain de Goüin), Édouard Adam, Pierre-César Dieuzy, Feray, Pierre-Joseph Maës.
La société Lebaudy, Peter et Cie, Filature rouennaise de lin et de chanvre, fait reconstruire l'usine sur les plans de l'ingénieur anglais William Fairbairn. Cette nouvelle filature de 150 mètres de long, sur quatre niveaux, s'organise autour d'un bâtiment principal (La Grande Fabrique), des constructions annexes réparties sur un terrain de près de trois hectares, et est équipée des machines à filer les plus modernes. Elle est vraisemblablement au moment de sa construction la plus moderne et grande unité textile réalisée en France.
La faillite de la Caisse générale du commerce et de l'industrie (Goüin et Lebaudy) en 1848 porte un lourd préjudice à la Filature rouennaise.
La filature fait l'objet d'une visite officielle de Napoléon III et de l'impératrice Eugénie le 11 août 1857.
En 1859, Pouyer-Quertier rachète la manufacture et la transforme en une filature de coton, employant environ 700 personnes.
Après la faillite de la filature en 1932, l'État acquiert les bâtiments qui deviennent le quartier Tallandier jusqu'en 1999, date de dissolution.
De mai à novembre 1945, la caserne accueillere les postières afro-américaines du bataillon 'Six Triple Eight', dont le rôle était de traiter le courrier des soldats.

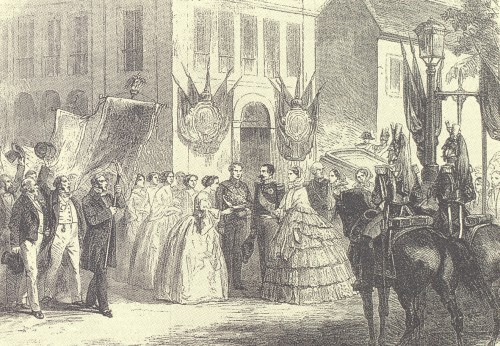
Visite Napoléon III à la filature de la Foudre (1857)
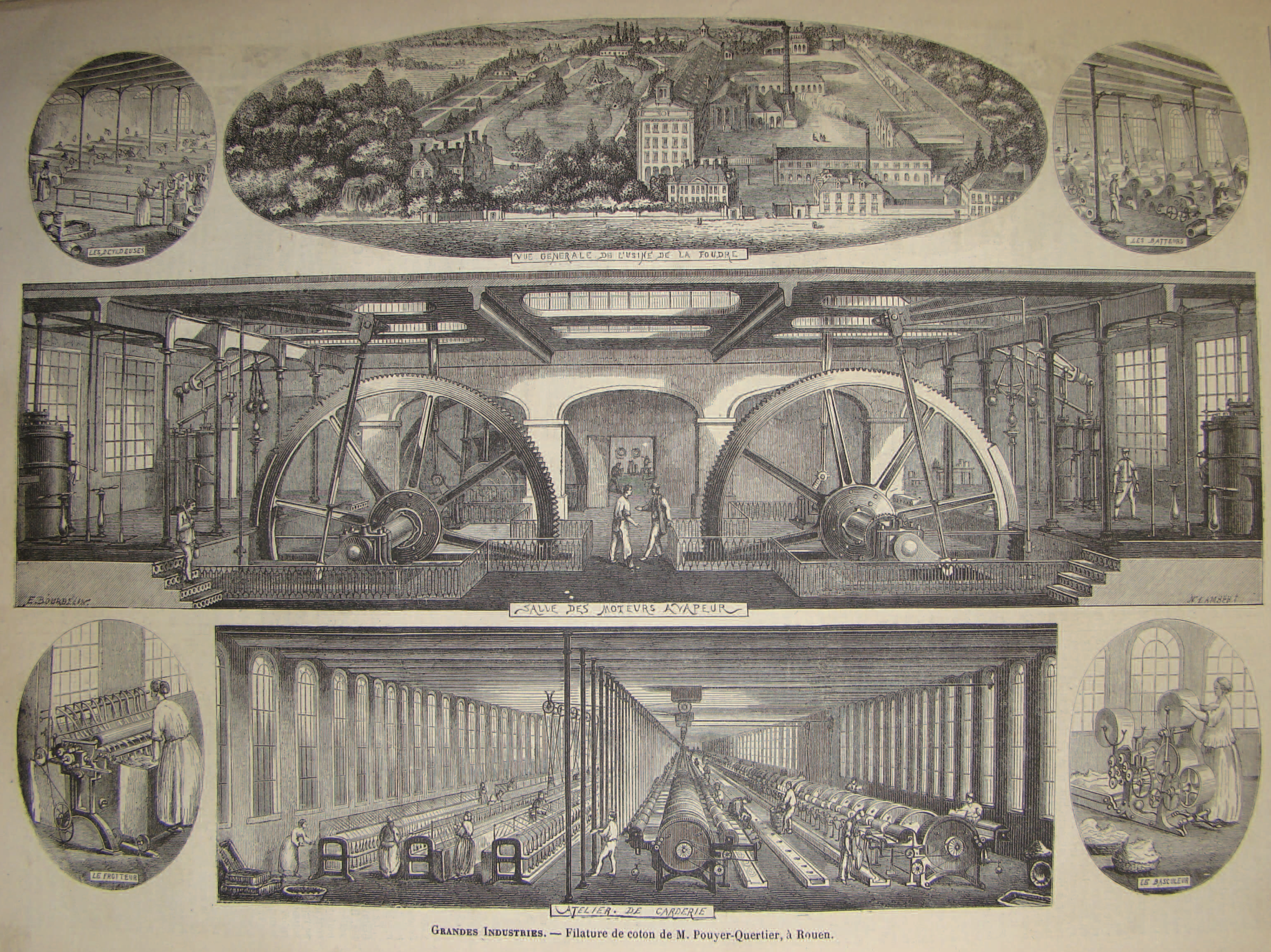
Vues de la filature La Foudre (Le Monde illustré - 1864)
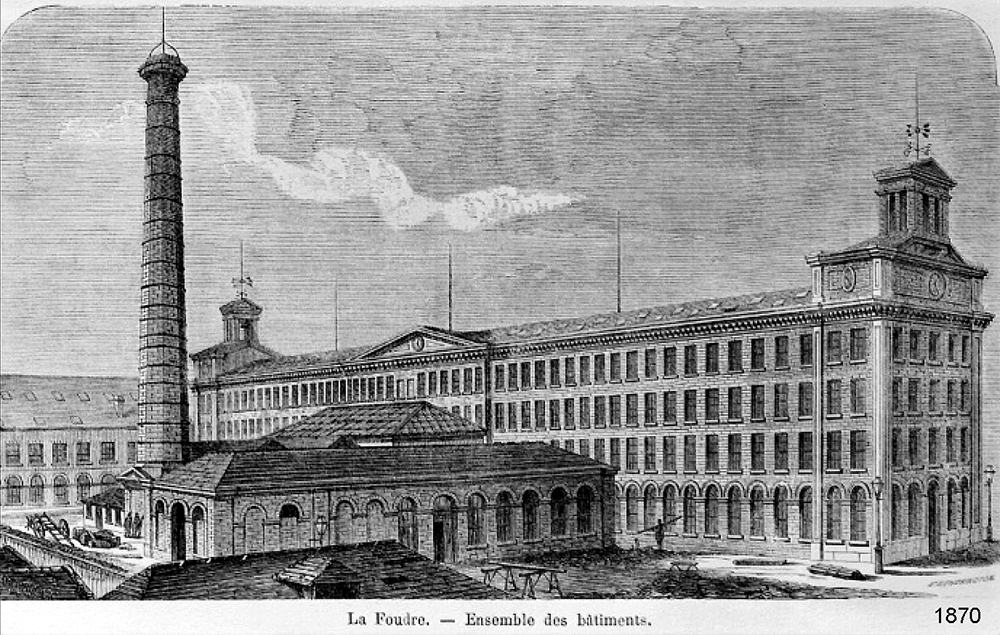
La Foudre - ensemble des bâtiments (1870)
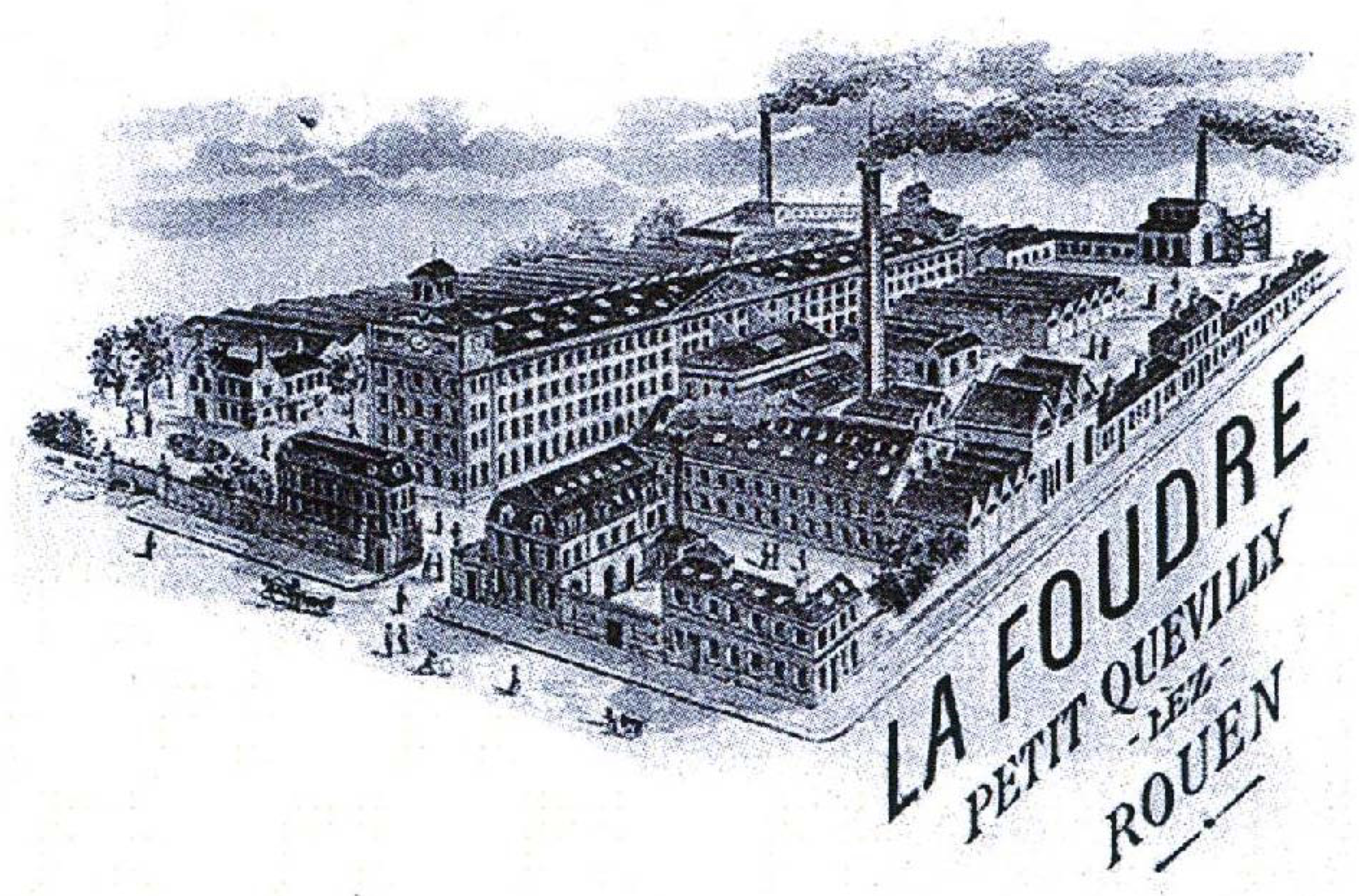
La Foudre - Petit Quevilly-lèz-Rouen

La filature est inscrite au titre des monuments historiques par arrêté du 11 avril 2003.
Au XXIe siècle, le site est reconverti en pépinière d'entreprises sous la dénomination Seine Innopolis.

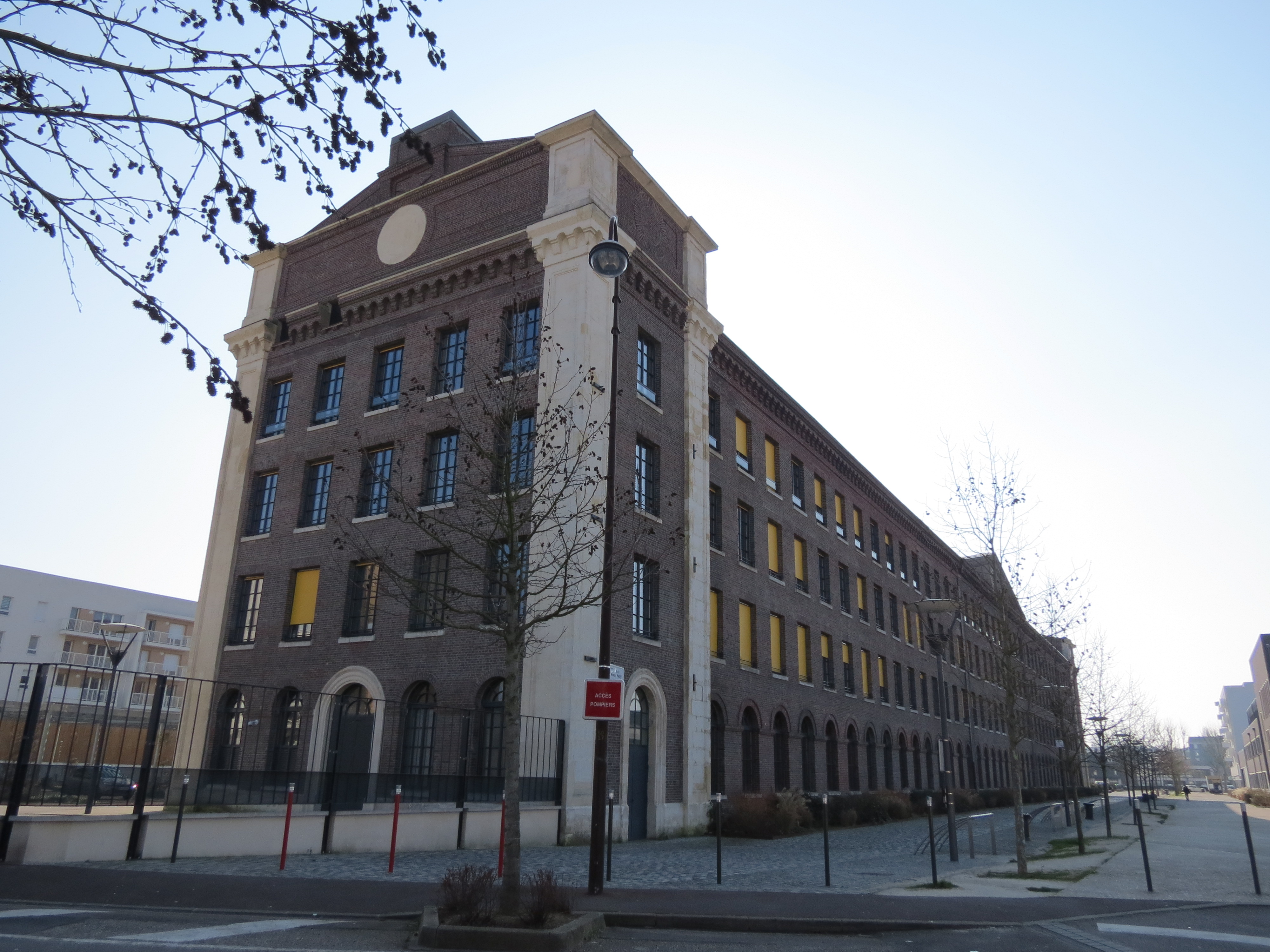
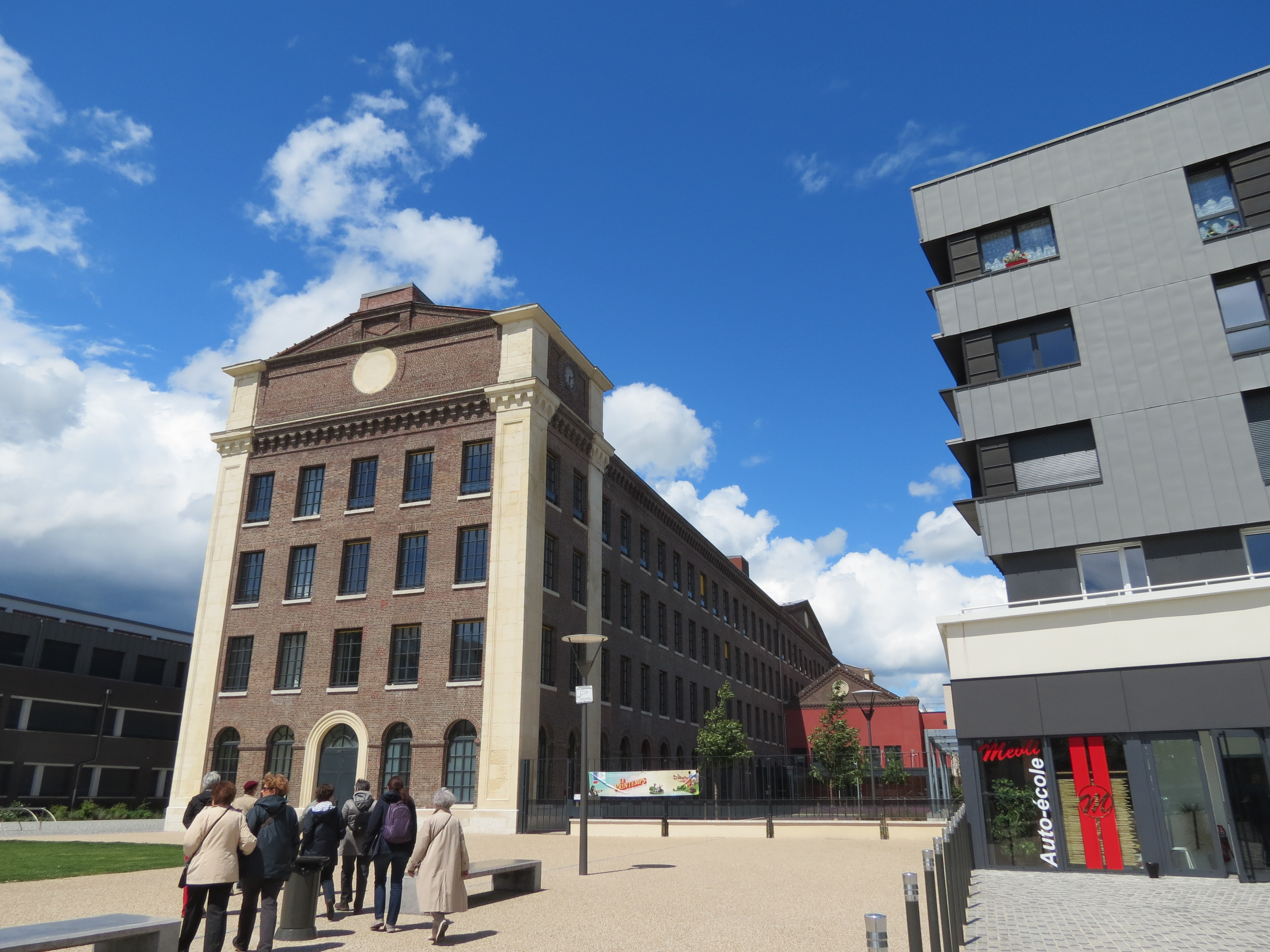
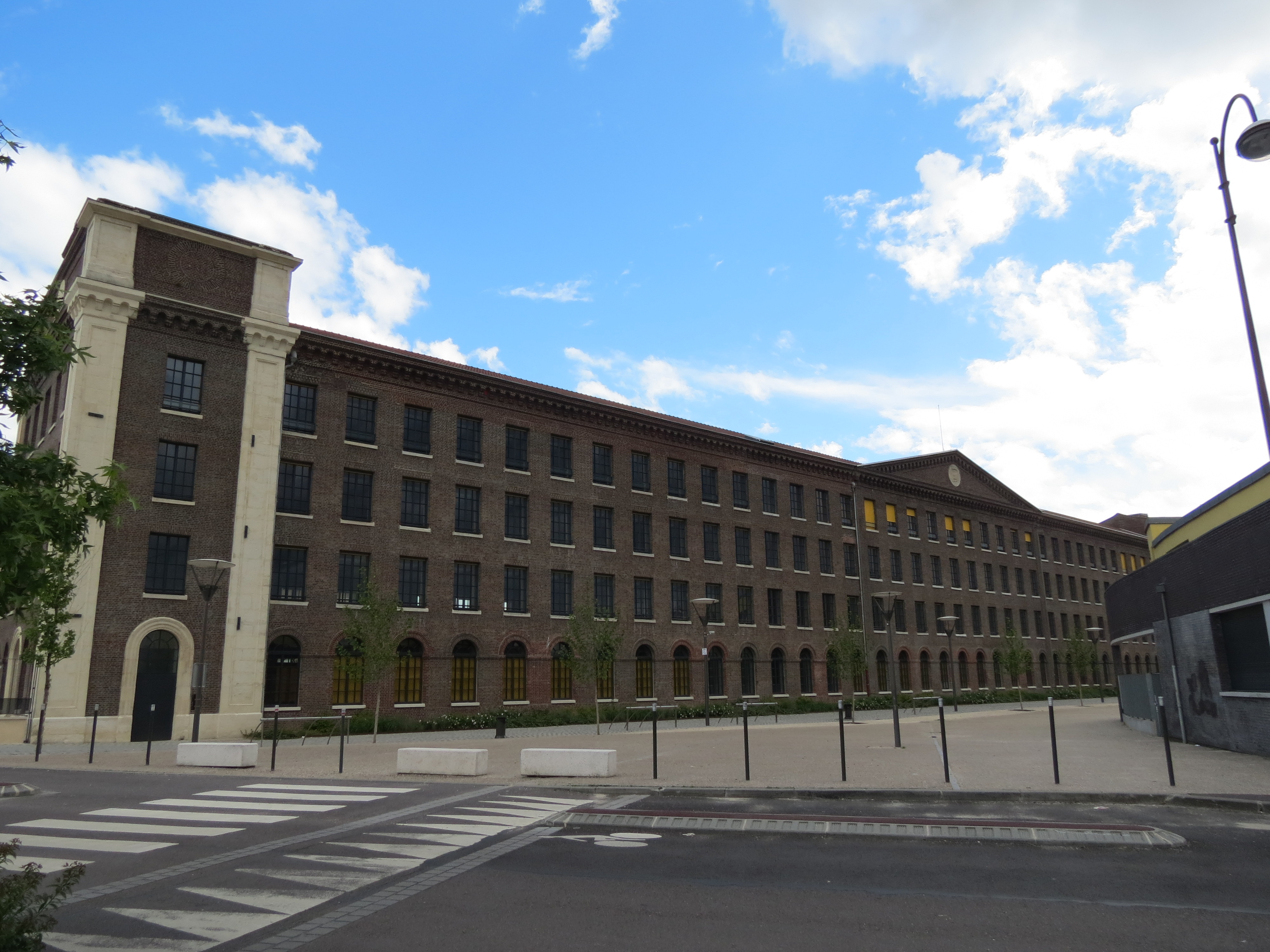
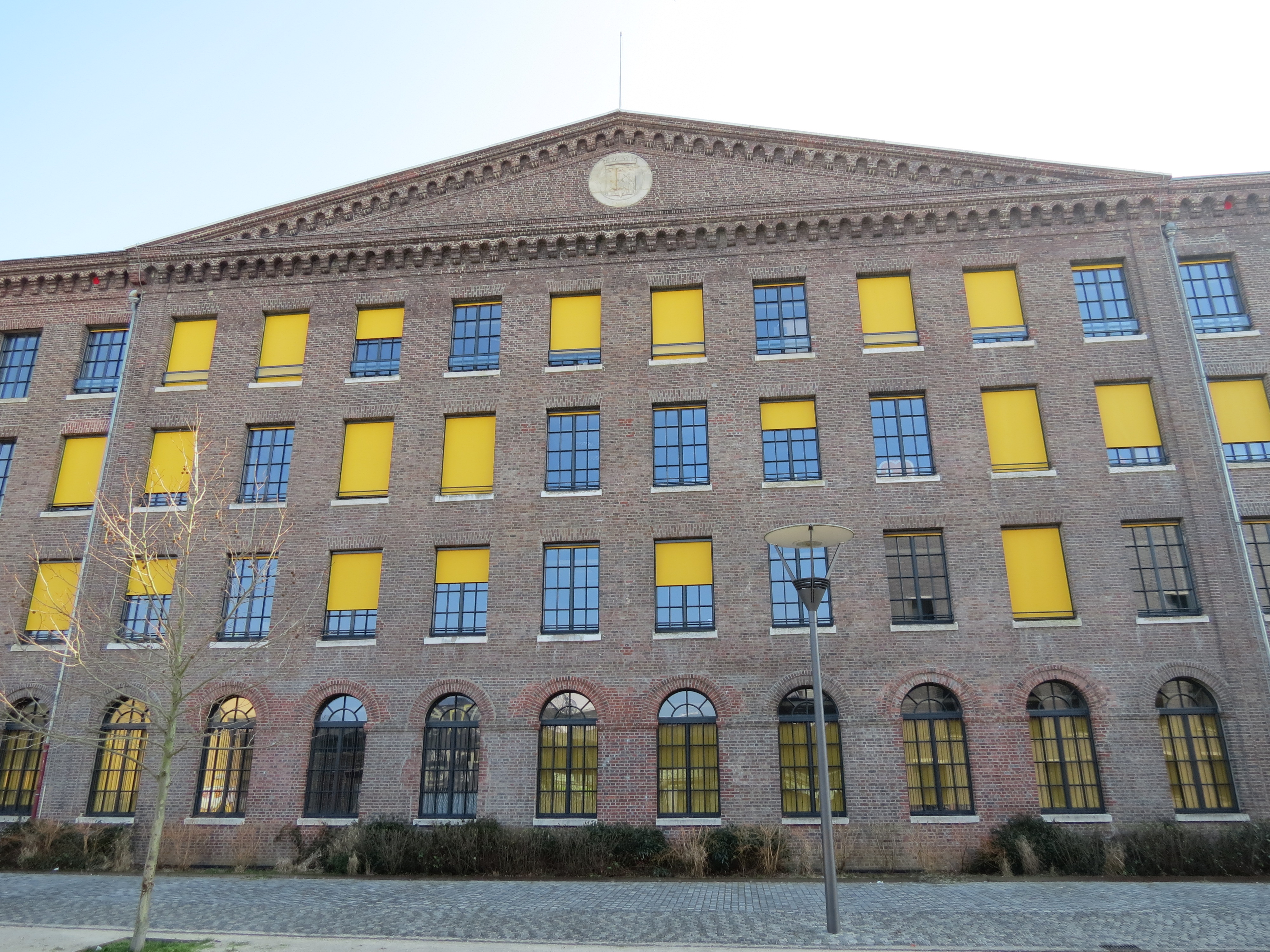
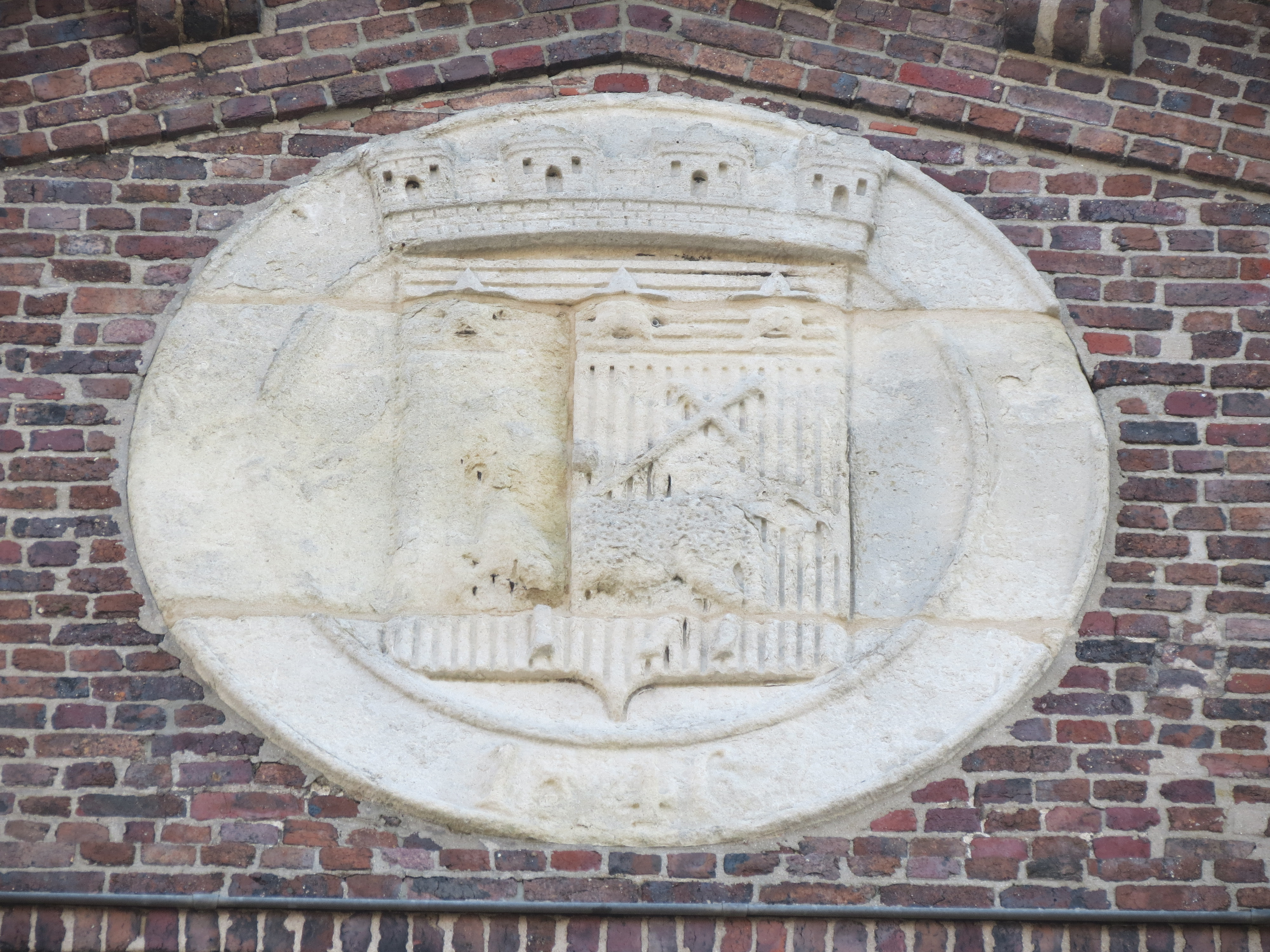